# NGC 7059
NGC 7059 ist eine Balken-Spiralgalaxie vom Hubble-Typ SBc im Sternbild Pfau am Südsternhimmel. Sie ist rund 106 Millionen Lichtjahre von der Milchstraße entfernt.
Das Objekt wurde am 22. Juli 1835 von John Herschel entdeckt.